# Дедем-Вейл
Де́дем-Вейл (англ. Dedham Vale) — это Место особой природной красоты на границе графств Эссекс и Суффолк в Восточной Англии. Территория включает в себя область вокруг реки Стаур между городом Маннингтри и фермой Смоллбридж. Дедем-Вейл находится в местности, называемой Констебл-Кантри, известной по картинам художника Джона Констебла. Одна из многих его работ — Dedham Vale, выставленная в Музее Виктории и Альберта в Лондоне.

## Землепользование
В Дедем-Вейле развивается сельское хозяйство и строительство. Люди оказывают большое влияние на ландшафт, создавая изолированные поселения, прокладывая дороги и возводя церкви. Ландшафт продолжает меняться из-за новшеств в сельскохозяйственной практике. Земля для удобства была условно поделена на участки для высаживания культурных растений, выращивания деревьев и выпаса скота. На территории природного памятника Арджер-Фен — места особого научного значения — есть участки древних лесов, лугов и болот.

## Геология
По всей долине эоценовые и ледниковые отложения налегают на отложения мелового периода. Склоны долины покрыты глиной и песком, приносимыми рекой. Химический состав этих наносов и их происхождение имеют первостепенное значение в определении того, какие виды растений приживутся на местной почве, какие экосистемы могут произойти и как изменится площадь обрабатываемых земель.

## Река Стаур
Река Стаур является ключевым ландшафтным элементом в долине; её русло отмечено прибрежными деревьями и болотными лугами. Она поддерживает множество береговых экосистем. В долине имеются широкие речные поймы. Река служит ориентиром для контроля уровня воды в оросительных системах.

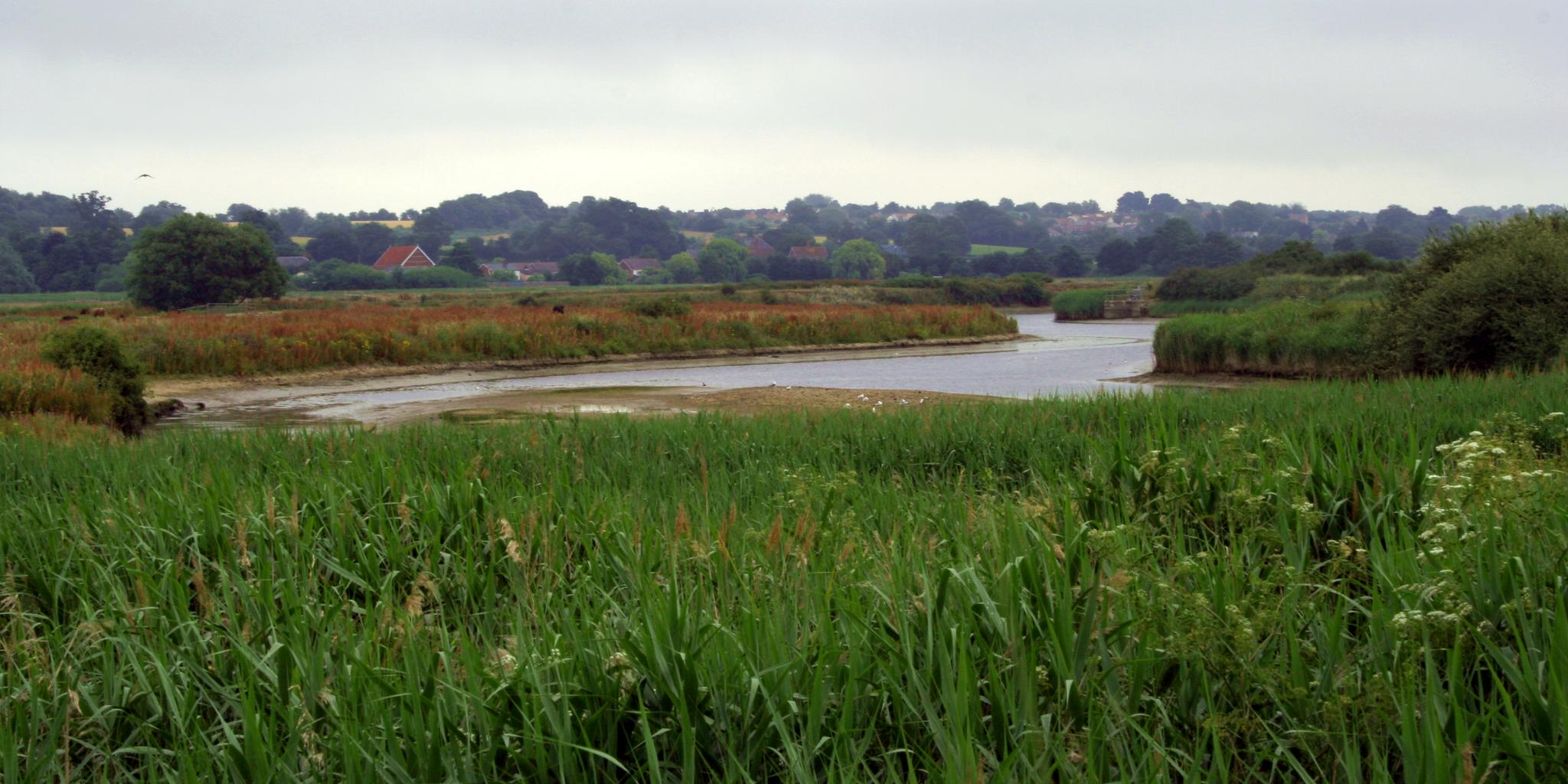
Дедем-Вейл возле Маннингтри
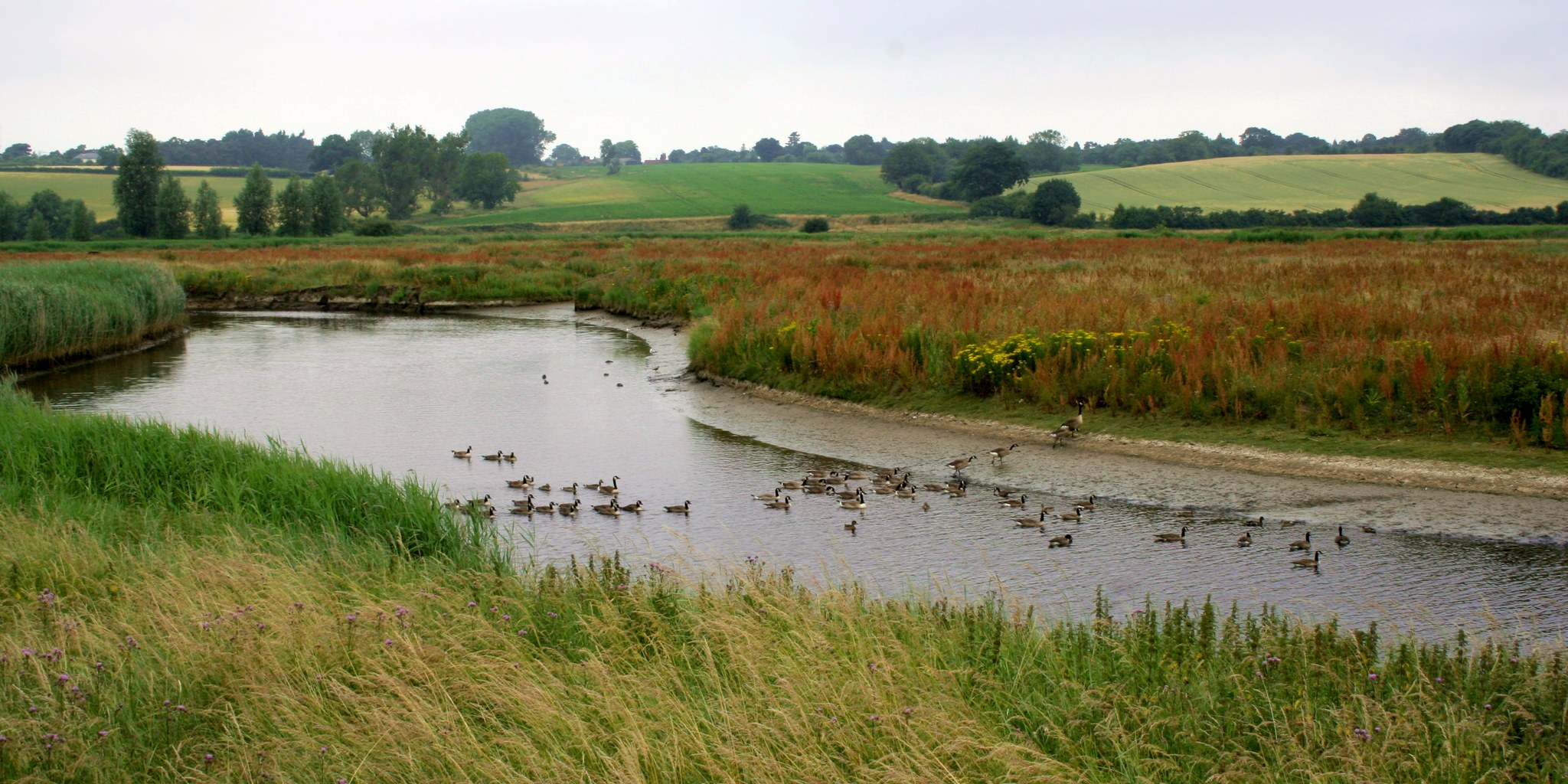
Река Стаур